# Општина Плитвичка Језера
Општина Плитвичка Језера се налази у Лици у саставу Личко-сењске жупаније, Република Хрватска. Сједиште општине је у Кореници. Према подацима са последњег пописа 2021. године у општини је живело 3.649 становника.

## Географија
Општина се налази у сјевероисточном дијелу Личко-сењске жупаније. На западу граничи са општинама Врховине и Перушић, на југу са општином Удбина и градом Госпићем. Источно се налази Босна и Херцеговина, а на сјеверу је Карловачка жупанија.

## Историја
Општина се до распада Југославије звала Титова Кореница. До 1995. године обухватала је и простор данашње општине Удбина.

## Насељена мјеста
Општину чине насеља:
| - Бјелопоље - Врановача - Врело Кореничко - Врпиле - Горњи Ваганац - Градина Кореничка - Доњи Ваганац | - Дракулић Ријека - Жељава - Заклопача - Јасиковац - Језерце - Калебовац - Капела Кореничка | - Козјан - Компоље Кореничко - Кончарев Крај - Корана - Кореница - Крбавица - Личко Петрово Село | - Михаљевац - Ново Село Кореничко - Оравац - Плитвица Село - Плитвичка Језера - Плитвички Љесковац - Пољанак | - Понор Коренички - Пријебој - Растовача - Решетар - Рудановац - Сертић Пољана - Смољанац | - Трнавац - Тук Бјелопољски - Хомољац - Чанак - Чујића Крчевина - Шегановац |

## Становништво
Према попису становништва из 2001. године, у општини Плитвичка Језера је било 4.668 становника. Према попису становништва из 2011. године, општина Плитвичка Језера је имала 4.373 становника.
| Општина Плитвичка Језера |       |       |
| година пописа            | 1961. | 1953. |
| Срби                     | 2.174 | 996   |
| Хрвати                   | 1.734 | 675   |
| Југословени              | 31    | 3     |
| Муслимани                | 25    |       |
| Словенци                 | 10    | 5     |
| Македонци                | 3     |       |
| Црногорци                | 2     |       |
| Чеси                     |       | 1     |
| Словаци                  |       | 1     |
| Мађари                   |       | 1     |
| остали несловени         |       | 4     |
| остали и непознато       | 9     |       |
| укупно                   | 3.988 | 1.686 |

### Попис 2011.
На попису становништва 2011. године, општина Плитвичка Језера је имала 4.373 становника, следећег националног састава:
| Попис 2011.‍   | Попис 2011.‍ | Попис 2011.‍ | Попис 2011.‍ | Попис 2011.‍ |
| ------------- | ----------- | ----------- | ----------- | ----------- |
|               |             |             |             |             |
| Хрвати        | Хрвати      |             | 3.066       | 70,11%      |
| Срби          | Срби        |             | 1.184       | 27,08%      |
| остали        | остали      |             | 80          | 1,83%       |
| неизјашњени   | неизјашњени |             | 43          | 0,98%       |
| укупно: 4.373 |             |             |             |             |

### Попис 2021.
На попису становништва 2021. године, општина Плитвичка Језера је имала 3.649 становника, следећег националног састава:
| Попис 2021.‍   | Попис 2021.‍ | Попис 2021.‍ | Попис 2021.‍ | Попис 2021.‍ |
| ------------- | ----------- | ----------- | ----------- | ----------- |
|               |             |             |             |             |
| Хрвати        | Хрвати      |             | 2.666       | 73,06%      |
| Срби          | Срби        |             | 838         | 22,97%      |
| остали        | остали      |             | 78          | 2,13%       |
| неизјашњени   | неизјашњени |             | 67          | 1,84%       |
| укупно: 3.649 |             |             |             |             |

## Привреда
У општини главне привредне гране су туризам и угоститељство, углавном због Националног парка Плитвичких језера, као и шумарство и дрвна индустрија.

## Знамените личности
- Рајко Вукадиновић, први погинули борац Републике Српске Крајине, припадник Милиције Крајине.